# Michael S. Neiberg

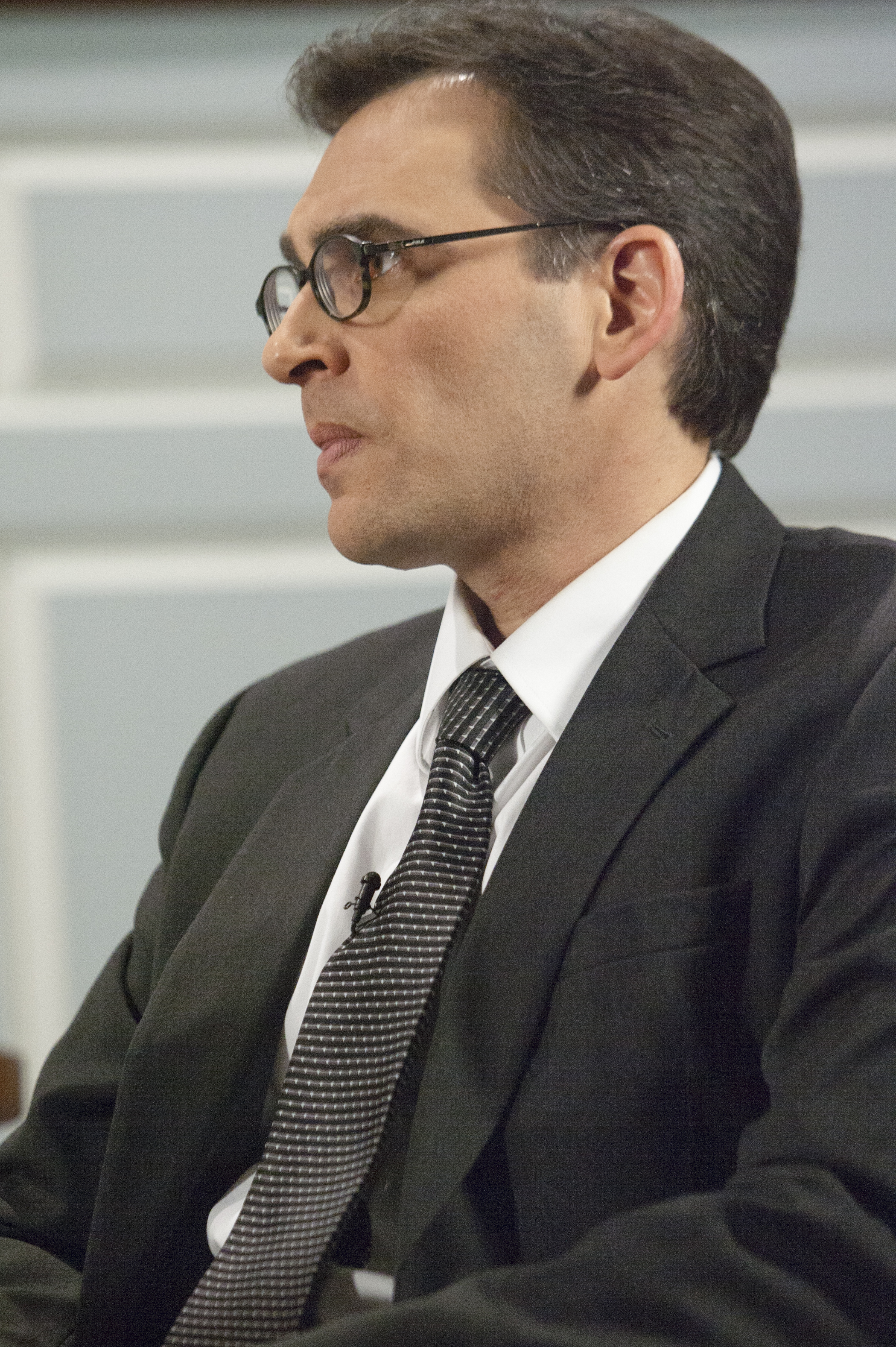
Michael S. Neiberg

Michael Scott Neiberg (* 2. August 1969 in Pittsburgh, Pennsylvania, Vereinigte Staaten) ist ein US-amerikanischer Militärhistoriker.

## Leben
Michael Neiberg wurde als Sohn des Lehrers Laurence Neiberg und dessen Frau Phyllis Dee Neiberg, geb. Saroff, in Pittsburgh geboren. Er studierte Geschichte an der University of Michigan (B.A. 1991) in Ann Arbor (Michigan) und an der Carnegie Mellon University (M.A. 1992 und Ph.D. 1996) in Pittsburgh (Pennsylvania). Außerdem erwarb er ein Diploma (2000) in Spanien.
Er war 1998/99 Assistant Professor, von 2000 bis 2003 Associate Professor und von 2003 bis 2005 Professor of History an der United States Air Force Academy in Colorado Springs (Colorado). 2005 wechselte er als Professor und Co-Direktor an das Center for the Study of War and Society der University of Southern Mississippi in Hattiesburg (Mississippi).
2008 und 2010 hielt er die Perspectives in Military History Lecture Series und 2010/11 war er Inhaber des Harold Keith Johnson Chair of Military History am United States Army War College in Carlisle (Pennsylvania). Seit 2011 ist er Professor of History am Department of National Security and Strategy. 2013 übernahm er den dortigen Stimson Chair of History and Security Studies.

## Auszeichnungen
Neiberg wurde mit mehreren Stipendien und Preisen ausgezeichnet u. a.:
- 2006: Choice Outstanding Academic Title Award (für Fighting the Great War: A Global History)
- 2008: Norman B. Tomlinson, Jr. Book Prize, Western Front Association (heute: World War One Historical Association) (für The Second Battle of the Marne)
- 2012: Madigan Writing Award, United States Army War College (für The Blood of Free Men: The Liberation of Paris, 1944)

## Schriften (Auswahl)
- mit Steven Schlossman: The Unwelcome Decline of Molly Marine: Historical Perspectives on Women in the American Military (1994)
- Making Citizen-Soldiers: ROTC and the Ideology of American Military Service (2000)
- Warfare in World History (2001)
- Foch: Supreme Allied Commander in the Great War (2003)
- Warfare and Society in Europe, 1898 to the Present (2004)
- Fighting the Great War: A Global History (2005)
- (ed.): International Library of Military History: World War I (2005)
- Soldiers’ Lives Through History, Bd. 4: The Nineteenth Century (2006)
- (ed.): International Library of Political History: Fascism (2006)
- (ed.): The Great War Reader (2006)
- The Western Front (2007)
- mit David Jordan: The Eastern Front, 1914–1920 (2008)
- The Second Battle of the Marne (2008)
- mit Jennifer Keene: Finding Common Ground: New Directions in First World War Studies (2011)
- (ed.): Arms and the Man: A Festschrift in Honor of Dennis Showalter (2011)
- Dance of the Furies: Europe and the Outbreak of War in 1914 (2011)
- The Blood of Free Men: The Liberation of Paris, 1944 (2012)
- The Military Atlas of World War I (2014)
- Potsdam: The End of World War II and the Remaking of Europe (2015)